# 성막

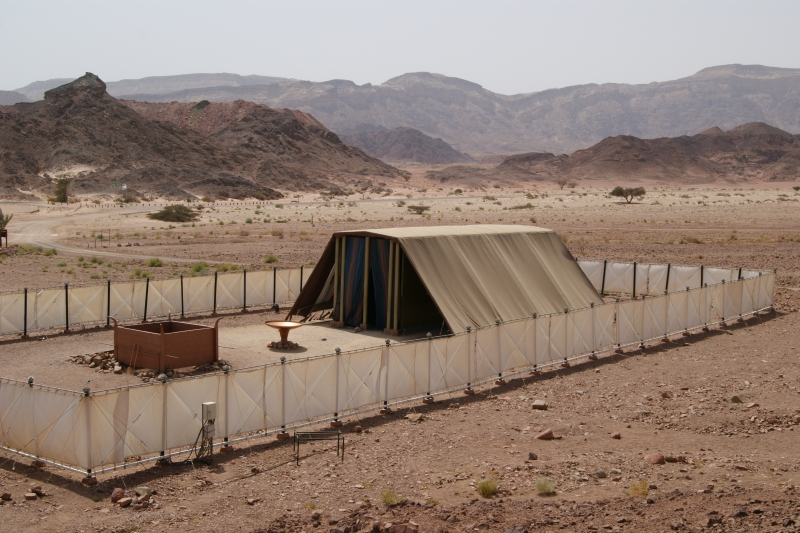
이스라엘 팀나 벨리 공원에 있는 성막 모델

성막(tabernacle, Hebrew: מִשְׁכַּן, mishkan, meaning "residence" or "dwelling place", 거주)은 출애굽부터 가나안 정복시기까지 이스라엘인 (고대)들과 함께 하나님이 거주한 장소였다. 모세는 시나이산에서 성막을 건설하도록 명령을 받았다. 약속의 땅을 정복한 후에 하나님의 거주하는 장소로서  솔로몬의 성전이 예루살렘에 440년 후에 건설되었다.

## 성막의 구조
성막은 길이가 약 45.6m(100규빗), 폭이 약 22.8m(50규빗)인 뜰 가운데 세워졌고, 뜰 사면은 휘장으로 가려져 있었으며, 이 휘장은 청동으로 만든 기둥 60개로 지탱되었다(출 27:9-19). 뜰(마당) 안에는 번제를 위한 큰 제단이 있었고(출 27:1-8), 제사장들이 제사를 위하여 자기 몸과 제물을 씻는 청동 물두멍이 있었다(출 30:17-21). 뜰의 서쪽 끝에 세워진 성막의 성소는 목재 구조로 길이 약 14m(너비 1규빗 반의 판자 20개) 너비 약 4m(1규빗 반 되는 판자 6개를 나란히 놓은 폭)였으며, 두꺼운 휘장으로 성소와 지성소를 구분하였다(출 26:15-30). 성소 지붕은 제일 안쪽(덮개)에 청색 자색 홍색실로 그룹 모양의 자수를 놓은 휘장으로 덮혀 있었고(출 26:1-6), 그 바로 위에는 보온을 위해 염소털 휘장이(출 26:7-13), 또 그 위에는 붉은 물들인 숫양 가죽이(출 26:14), 그리고 제일 바깥에는 방수를 위해 해달의 가죽(출 26:14)이 덮힌 4중 지붕 구조를 하고 있었다. 또 성소 내부에는 휘장 오른편에 진설병상, 휘장 왼편에 금등대, 그리고 휘장 바로 앞 가운데 분향단이 놓여 있었다(출 25장). 또 휘장 안으로 들어가면 지성소가 있는데 거기에는 오직 언약궤만 있었다.

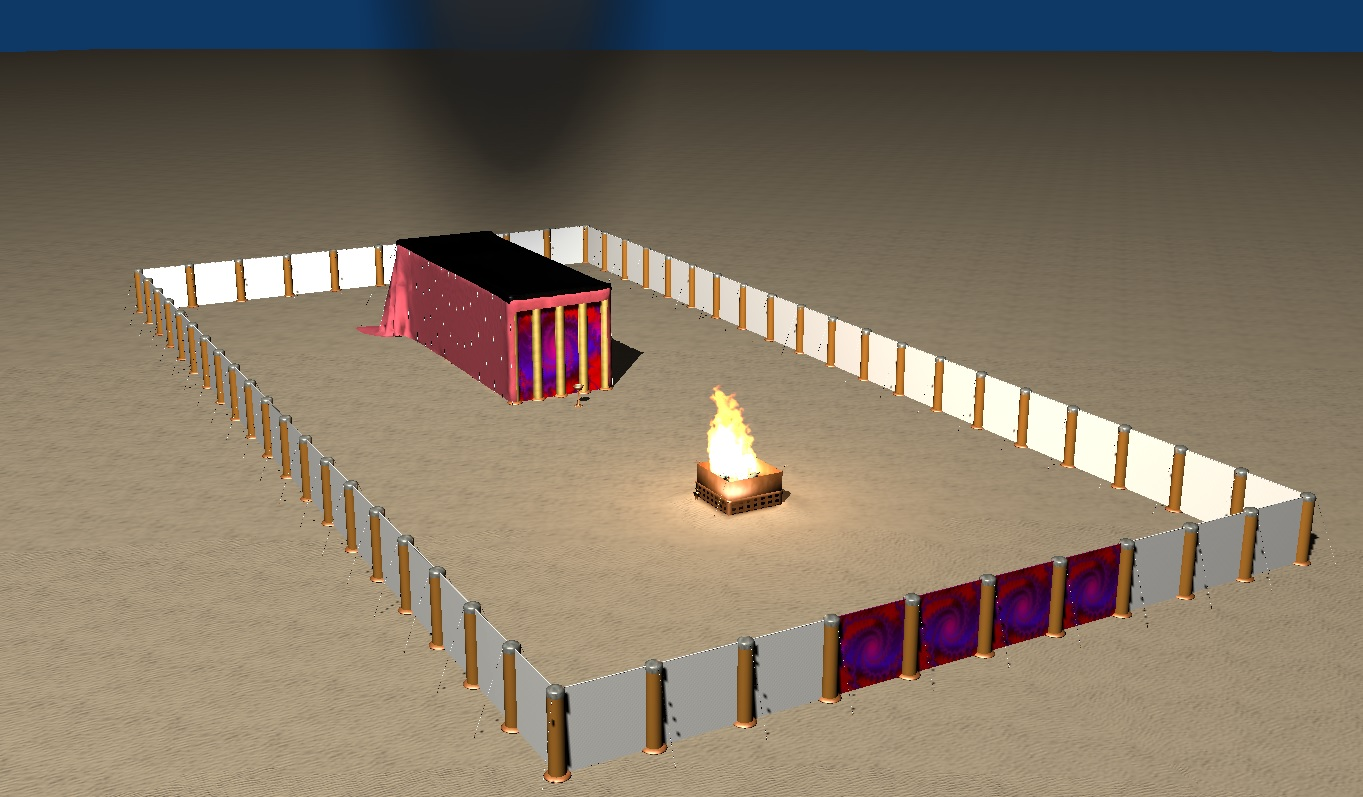
성막 미시칸 텐트

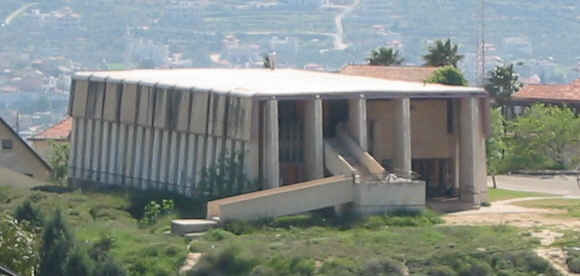
실로에 있는 유대인 사원

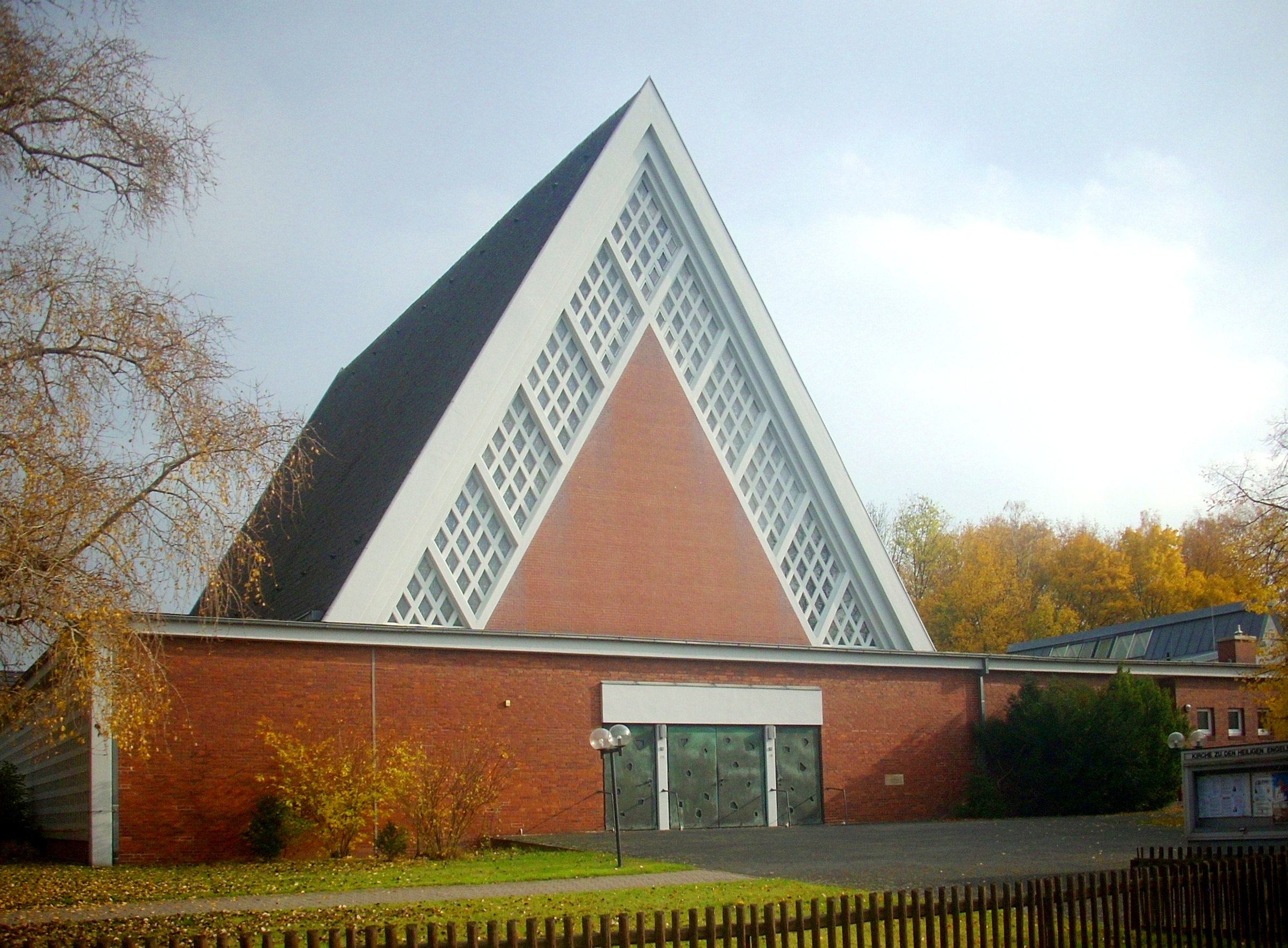
1964년에 완공된 하노바에 있는 회당

## 같이 보기
- 감실 (기독교)
- 제사장의 언약
- 의 복제본 유대인 사원
- 장막(성)
- Tabernacle(Methodist)